# Bicentrični trikotnik
Bicentrični ali tetivnotangentni trikotnik je trikotnik, ki ima tako včrtano kot očrtano krožnico. Vsi trikotniki so takšni. Drugi mnogokotniki s številom stranic večjim ali enakim 4 te značilnosti nimajo vedno. Imajo pa jo pravilni mnogokotniki.
Polmer včrtane krožnice r in polmer očrtane krožnice R sta povezana z zvezo:
{\displaystyle {\frac {1}{R+d}}+{\frac {1}{R-d}}={\frac {1}{r}}\!\,,}
kjer je d razdalja med središčema včrtane in očrtane krožnice. Enačbo lahko zapišemo tudi v obliki Eulerjeve trikotniške enačbe:
{\displaystyle d^{2}=R(R-2r)\!\,.}
Pri enakostraničnem trikotniku sta krožnici istosrediščni in velja:
{\displaystyle d=0\!\,,}
ter:
{\displaystyle r={\frac {R}{2}}={\frac {a{\sqrt {3}}}{6}}\!\,,}
oziroma:
{\displaystyle R=2r={\frac {a{\sqrt {3}}}{3}}\!\,,}
kjer je a dolžina stranice.
Pri enakokrakem pravokotnem trikotniku velja:
{\displaystyle d=r\!\,}
in:
{\displaystyle r=R\left({\sqrt {2}}-1\right)={\frac {a}{2}}\left(2-{\sqrt {2}}\right)\!\,,}
{\displaystyle R={\frac {r}{{\sqrt {2}}-1}}={\frac {a}{2}}{\sqrt {2}}\!\,,}
kjer je a dolžina enega od krakov, c pa dolžina osnovnice:
{\displaystyle a={\frac {c}{2}}{\sqrt {2}}\!\,.}